# 2022年冬季奥林匹克运动会相关问题
中國北京舉辦的2022年冬季奥林匹克运动会出现一系列的相关争议，引起了媒体和公众的关注。

## 对申办宣傳歌曲的质疑
一些網友和評論家指出，本届冬奧會申办过程中由孫楠和譚晶合唱的宣传歌曲《冰雪舞動》疑似抄襲了2013年迪士尼的動畫電影中的歌曲。部分媒體刊文提出，這兩首歌均使用鋼琴作為主要樂器，擁有相似的前奏且都為八拍子，且兩首歌的節奏幾乎完全相同。

## 环境及气候问题

### 场馆选址问题
本届冬季奥运会延庆赛区的高山滑雪和雪橇场馆选址在北京市延庆區境内的小海坨山，位于松山国家级自然保护区的核心区域。这在2015年曾经引发中国生态学者和环境保护人士的担忧和批评。对此，延庆县副县长回应称，该保护区的范围已经调整，新建比赛场馆的选址位于调整后的保护区范围外。然而有的环境保护人士认为这一调整并不符合中国的自然保护区相关法律规定，将对未来中国的环境保护造成不良影响。

### 人造雪问题
另一方面，华北地区冬季时降水偏少，致使室外场地自然降雪量严重不足，需要大量依赖人工造雪以满足比赛需求。同时，近年冬奥亦越来越依赖人造雪，其中2014年索契冬奥有约80%的雪为人造雪，2018年平昌冬奥的人造雪则占所有比赛用雪的90%，此次北京冬奥预计几乎所有的雪均为人造雪，成为人造雪比例最高的冬奥。观察家报引述World Weather Online的数据称，延庆赛区2021年1月至3月间自然降雪量仅2厘米，另外根据估算，该届冬奥预计共需4900万加仑的水用于人工造雪。外界担忧人工造雪庞大的用水量以及其对土壤的破坏会影响比赛场地周围的环境，斯特拉斯堡大学教授卡门·德容（Carmen de Jong）称用于冬奥场地的山几乎没有天然雪，并认为该届冬奥可能是有史以来最不可持续发展的冬奥。挪威评论员凯瑟琳·伦德·索尔布拉（Kathrine Lunde Solbraa）亦表示，北京奥运会就像是「國王的新衣」，中国希望在距离北京仅一小时车程的地方维护一个人工冬季村庄。然而，代价是会排干周边地区的水，使用大量电力，破坏土壤并导致侵蚀风险增加。另外，国际奥委会曾在该届冬奥的申办地评估报告中也提到张家口及延庆赛区的降雪问题，称“由于缺乏自然降雪，比赛场地看上去并不太美观。”
除此之外，部分运动员和教练也对人造雪的危险性表示担忧，爱沙尼亚冬季两项选手Johanna Taliharm称在人造雪场地比赛存在风险，指出人造雪更接近于冰，因此滑行速度也更快，且更为危险，如果选手在坚硬的人造雪地摔倒，造成的伤害也比天然雪要大；美国越野滑雪队教练Chris Grover指出，在人造雪地上摔倒如同在混凝土制地面上摔倒。美国越野滑雪选手傑茜·迪金斯也表示，每当世界杯分站赛在人造雪赛场上进行，她都会感到害怕，因为与其说在雪面上滑行，不如说是在冰面上滑行。对于人造雪的安全问题，担任云顶滑雪公园顾问的前加拿大自由式滑雪运动员Joe Fitzgerald在接受中国日报的采访时，称人造雪更危险属“谬论”，并表示使用人工造雪能确保雪面的平整，这样可以减少伤害。
北京冬奥组委承诺“绿色办奥”，为应对水资源紧张的问题，主办方提出“海绵赛区”的构想，在室外场馆内建设塘坝、蓄水池等设施收集地表水、天然降水、融雪水等，用于人工造雪，并通过一系列的水资源处理流程争取确保水资源的可持续利用，减少水资源的浪费。

### 场地气温问题
冬奥期间比赛场地的气温问题也遭投诉。在比赛开赛的第一天，瑞典选手弗麗達·卡爾松在越野滑雪女子双追逐15公里项目刚跨过终点不久便几乎昏倒。根据国际滑雪联合会规则，当气温低于−20 °C（−4 °F）时便不允许进行比赛，尽管主办方测得的比赛时气温为−13 °C（9 °F），符合国际滑雪联合会规则，但瑞典队领队Anders Bystroem表示，如果考虑风的因素，比赛的气温大约为−31 °C（−24 °F）。赛后瑞典队也请求国际滑雪联合会调整之后进行项目的开赛时间，以保护运动员免受寒冷威胁。

## 費用問題
中国官方宣称该届冬奥的总预算仅39亿美元，然而根據美国《商业内幕》的报道称，该届冬奥实际上至少花费约385亿美元，是官方公布数字的约十倍。《商业内幕》分析认为，包括国家速滑馆在内的一些大型项目实际上并未计入官方账单，其原因是部分项目被列为“基础设施改善”类别而未被算入冬奥账单。同时还进一步分析称，北京新建造的国家雪车雪橇中心和国家高山滑雪中心的大约花费是4.429亿美元，除此之外，还花了7.735亿美元用来建设冬奥地铁线路（即北京地铁11号线）。而新华社提及的两家匿名的公司向延庆开发项目捐赠的5.141亿美元，也被记为该地区的开发投资。另外，中国还花费92亿美元修建用于联通三大赛区的高铁（即京张城际铁路）；又花费了约150亿美元用于建设相关的高速公路。

## 政治爭議
由于奥运会推广人人平等、人类友谊的政治目标，主办国的人权一向受到注視。中国外交部一直以来否认所有与人权相关的指控，并指责這是体育政治化的行為。

### 對冬奧主辦國選擇的批評
美國體育主持人鮑伯·柯斯塔斯批評國際奧委會將奧運會再次授予中國的決定，並稱「國際奧委會應該為這個決定受到蔑視和厭惡」。而國際特赦組織警告國際社會絕不能允許中國政府將北京冬奧當成「體育洗白機會」，並擔憂中國政府會利用北京冬季奧運會轉移各界對中國當局涉嫌侵犯維吾爾少數民族和香港民眾人權的注意力。
部分運動員對於中國是否適合擔任主辦國也表示質疑，英國自由式滑雪選手蓋斯·柯沃西指出，如果一個國家在人權問題上的立場令人不齒，就不應該有機會主辦比賽；美國花樣滑冰教練、前奧運選手亞當·里彭（Adam Rippon）認為，選擇北京作為2022年冬季奧運會的主辦單位，就像是國際奧委會對中國在人權方面的不良行為進行獎勵；前美國越野滑雪運動員霍夫曼（Noah Hoffman）稱，他為那些可能在北京奧運會期間就人權問題發言的運動員人身安全感到擔心。北京冬奥竞速滑冰双料金牌的瑞典选手尼爾斯·范德普爾，2月13日回到瑞典后，被媒体问及有关中国人权问题，他直言，让中国主办冬奥是一件很糟糕的事。
中國異議人士艾未未批评国际奥委会「从未」保持过中立，因为他们总是站在独裁者或企业旁边：「自2008年奥运会以来，他们一直在配合政府的宣传工作，这次他们（这样做）更甚。他们无视（中国）运动员的安全和福祉。
對於主辦國的選擇，國際奧委會高級委員龐德認為把2022年冬奧會主辦權交給中國「無可指摘」，是當時最佳選擇，並對當時許多歐洲國家退出申辦該屆奧運感到失望。
2022年9月9日，在联合国人权高专办公室于8月31日公布一份关于新疆地区的报告，当中涉嫌反人类罪。国际奥委会主席托马斯·巴赫对此不予置评，但坚持奥委会与中国2022年奥组委的合作，是要确保「履行主办城市合约中的所有义务」，并坚称奥委会尊重联合国关于商业和人权的指导原则。

### 抗議
2021年10月18日，2022年北京冬季奥运会的圣火燃点仪式在希臘雅典舉行，因中国的人权记录問題，人权活动人士在火炬燃点仪式上展示一条写有禁止种族灭绝游戏的横额，并呼吁抵制北京冬奥；17日彩排时，前香港大专学界国际事务代表团成员邵岚和18岁西藏学生Tsela Zoksang在雅典卫城攀爬到正在布置的鹰架上面，分别举起「雪山狮子旗」与「光复香港，时代革命旗」，呼喊「解放西藏」、「抵制北京2022」、「无自由，无奥运」等口号。之后示威者們遭到雅典警方逮捕。
2022年2月3日，来自欧洲至少8个不同国家的数百名藏族、维吾尔族和其他活动人士在国际奥委会瑞士总部外抗议，指责冬奥会组织者参与了针对中国少数民族的「暴行」。抗议者在为150多名藏人因为“西藏的大量镇压”而自焚的“先烈”默哀一分钟，然后沿着日内瓦湖开始和平游行。许多抗议者身着传统长袍，或身着红色、黄色和蓝色的衣服，挥舞着标有“拯救西藏”和“不再有血腥游戏”等信息的旗帜，沿途高喊口号包括“北京奥运会、种族灭绝运动会”、「西藏在燃烧」和“达赖喇嘛万岁”，并向国际奥委会安全人员提交了一份由欧洲10个藏族社区主席签署的请愿书。
2022年2月3日，在中國駐溫哥華領事館外聚集了來自不同族裔的約兩百人，抗議冬季奧運會在北京舉行，並批評讓北京舉辦冬奧違反奧運精神，是一個種族滅絕運動會；4日中午，在渥太華的中國駐加拿大大使館前也有一百多名來自各族裔的民眾抗議北京舉辦奧運。
多個港人、藏人和維吾爾人組織在英国倫敦舉行一场称为「种族灭绝运动会」的「开幕式」，旨在讽刺国际奥委会帮助中国「洗白」全球形象和反对北京的体育盛会。这活动还模仿奥运会分发模拟金牌，将「破纪录的人权暴行」而不是「运动能力」的奖牌颁给中国领导人。多名英國國會議員出席支持，抗議中共打壓人權，並反對國際奧委會和中共同流合污，呼籲民衆不要收看冬奧賽事。
2022年2月3日，紐約、洛杉矶和旧金山举行示威活动，共同呼籲關注中國的人權狀況，抵制北京冬奧會。
2022年2月4日開幕當天，香港社運人士古思堯原定當天前往中聯辦抗議，但尚未出發就被港警國安處以涉嫌“煽動顛覆國家政權罪”上門拘捕。

### 外交抵制

#### 呼籲抵制
据美國之音報道，2015年北京申辦冬奧會期間，有受中華民國政府資助的政治團體及民進黨籍立法委员田秋堇反对北京申办2022年冬奥会，原因是中国近几年人權狀況惡化。北京申办成功后，人權觀察对国际奥林匹克委员会选择由中国主办2022年冬季奥运会提出质疑，认为违背其公开表达的人权承诺。2018年，據英國體育網站Insidethegames報道，美國國會及行政當局中國委員會以中國「人權狀況嚴峻」、「與奧林匹克精神不符」為由呼籲國際奧委會取消北京2022年冬奧會的舉辦資格。
2020年8月13日，世界維吾爾代表大會透過英國人權大律師波拉克，正式向國際奧會提出書面申訴，称中國政府在新疆的行為涉及種族滅絕，違反《奧林匹克憲章》，要求不得在中國北京舉辦2022年冬季奧運。
關注新疆維吾爾穆斯林人權的美國共和黨籍參議員里克·斯科特在致美國參議院外交委員會的一封信中說：「只要習近平總書記繼續堅持這一無法辯護的道路，共產中國絕對不應該獲得2022年奧運會的舉辦權。」英國外交大臣多米尼克·拉布也暗示，英國可能會抵制這次冬奧會。首相鲍里斯·约翰逊則指，英國會在聯合國領導國際行動，要求中國就人权问題承擔責任，但英國通常不傾向杯葛體育活動，並稱這是英國政府長久以來的立場。
中國與澳洲關係在2020年的惡化也令澳洲國内抵制該屆冬奧的呼聲日漸高漲。2020年11月，兩名澳洲參議院議員正式提案抵制2022年北京冬奧，但最終提案被否決。
2021年2月3日，全球180個國際人權組織發表公開信，集體向各國政府呼籲抵制中國主辦的冬季奧運會。信中提及中國國內的人權狀況在習近平主政下日益惡化，並以新疆、西藏、內蒙古和香港為例子，亦提及中國對台灣的威脅，在南海和中印邊境的軍事擴張。
加拿大下議院於2021年2月通過一項無約束力決議，認定中國對新疆維吾爾族的行動構成種族滅絕，同時表明如果中國維持當前對維吾爾族的待遇，便會呼籲國際奧委會取消北京主辦冬奧的資格。另外，根據Research Co.在2021年3月進行的一項調查，加拿大國内有54%的民衆認爲該國應該抵制北京冬奧，反對抵制的佔24%，另外21%稱不確定。2021年6月10日，捷克參議院通過決議，稱中國存在侵犯人權等問題，要求该国政府和政要不出席该届冬奥。
在多个国际人权组织于2021年2月3日发表呼吁抵制2022年北京冬奥的公开信后，中国外交部回应称出于政治动机，干扰、阻碍、破坏该届冬奥的筹办和举行是非常不负责任的做法，得不到国际社会的支持。同年3月4日，全国政协委员郭卫民在中国政协第十三届委员会第四次会议的新闻发布会针对冬奥抵制问题也回应称，个别政客将体育运动政治化、企图干扰破坏该届冬奥的筹办及举行的做法有违奥林匹克宪章精神，“注定不会得逞”。
部分国家奥委会也明确反对抵制该届冬奥。澳大利亚奥委会主席约翰·科茨曾在2020年10月向参议院外交、国防和贸易委员会提交了一份24页的信件，他在信件中称澳大利亚奥委会不支持抵制2022年北京冬奥，并反对任何会令该组织一切活动受到限制的修正案。加拿大奥委会主席表示该会对赛事主办国正在发生的一些事有所担忧，但认为抵制奥运会带来反效果。美国奥运及残奥委员会也于2021年2月发表声明，称该会反对抵制运动会，因为事实证明这将对运动员产生负面影响，而不能有效处理全球问题。英國奧委會亦表示不相信抵制該屆冬奧是正確的解決方法，又指運動員努力訓練只為參賽一刻，應讓他們代表國家出賽，該會又以抵制1980年夏季奧林匹克運動會的做法為例，證明抵制北京冬奧的做法行不通，既令運動員受到懲罰，又未能解決政治問題。
2021年7月8日，欧洲议会通过一項抵制北京冬奥会的动议。欧洲议会認為，除非香港、新疆、西藏、内蒙古以及中国其他地区人权得到改善，否則欧盟以及成员国领导人不要出席2022北京冬奥会。7月15日，英国下议院同樣通过了一项外交抵制北京冬奥会的动议，建議英国政府及其代表拒绝参加北京冬奥会。英国下议院认为，除非中华人民共和国政府结束在新疆的暴行，解除对英国议员、公民和实体的制裁，否則2022年冬奥会不应在一个被指控犯有大规模暴行的国家举办。
2021年9月7日，多个人权团体发表一封公开信，呼吁包括美国国家广播公司在内的世界各大电视台取消转播北京冬季奥运会的计划。
2021年11月3日，多个人权组织于美国洛杉矶全国广播公司总部前举行示威，要求全国广播公司取消2022年冬季奥运会的转播计划。
2021年12月6日，美國白宮宣布不會派官員出席2022年北京冬季奧運會，理由是中國鎮壓穆斯林少數民族群體和犯下其他侵犯人權的行為。新西兰与澳大利亚隨後同樣宣布不派外交官出席北京冬奥。澳大利亚强调决定与中国人权问题与双边紧张关系有关，不過新西兰態度保守，强调其决定与美国无关，新西兰副總理羅伯森還稱，主要是考慮疫情因素，且稍早已經知會中方。12月8日，英國和加拿大以中國人權狀況惡化為由不派官員參加冬奧會。
此外全球超过200个团体向企業写信并在企业办公室外举行抗议活动，要求企业中止对北京冬奥的赞助，但企業大多對此沉默，應者寥寥。

#### 国际奥委会的回应
对于部分国家及团体指责国际奥委会漠视中国人权状况，国际奥委会反复强调称，该组织必须在政治问题上保持中立。国际奥委会发言人曾在2020年回应部分媒体的询问时称：“将奥运主办权授予一个国家奥委会并不代表国际奥委会认同该国的政治制度、社会环境和人权标准。”国际奥委会主席托马斯·巴赫也于2021年3月表示，国际奥委会非常严肃地看待人权问题，该组织也在密切监察主办方在供应链、劳工权益、新闻自由等方面的情况，他也表示国际奥委会并非超级世界政府，不能解决连联合国、七国集团、二十国集团都无法解决的问题。另外，在抵制参赛的问题上，国际奥委会持明确的反对态度。该组织主席巴赫在2020年7月的一次线上会议中，称其相信中国会信守该国在人权上的承诺，并称抵制奥运更多地只会惩罚运动员，同时不会带来多少政治上的改变；國際奧委會高級委員龐德認為，外交抵制冬奧會令人遺憾，但是比起1980年和1984年全面抵制奧運會有了一定進步。針對異議人士的抗議，北京冬奥会协调委员会主席小萨马兰奇表示：人人都有权利拥有自己的观点、立场和原则，对这些抗议活动发表评论，有些人可能会同意，可能不同意某些事情，奥运就是要试着团结所有人。

#### 中华人民共和国和其他國家的回应
2021年11月29日，知情人士向中国环球时报透露，中国从未邀请过任何美国政治人物出席该届冬奥，当前也无相关邀请计划，并表示“没有这些西方反华政客的掺和，北京冬奥会只会更精彩。”
中国外交部发言人汪文斌于2021年12月9日表示：“中方原本就没有向相关国家发出邀请。他们的官员来或不来，都一样将看到北京冬奥会的成功举办。”法国总统马克龙称，奥林匹克运动不应被政治化，外交抵制北京冬奥会仅具象征效果，意义不大。俄罗斯副总理车尔内申科称，美国企图将北京冬奥会政治化，但奥林匹克运动不会受此影响。韓國外交部发言人则于12月7日称该国始终支持该届冬奥会取得圆满成功，并一贯希望该届冬奥能为东北亚乃至全世界的和平稳定与韩朝关系发展作出贡献。阿根廷外交部也于12月9日称阿根廷政府堅定支持北京冬季奧運會。12月22日，冰岛外长祝贺北京冬奥会筹备工作进展顺利，並表示世界应当弘扬奥林匹克精神。2022年1月5日，朝鲜奥委会和体育省向中国奥委会、北京冬奥组委、国家体育总局致信函，称“因敌对势力的阴谋活动和全球传染病大流行而不能参加本届奥运会，但将全方位支持和声援中国同志举办一届隆重精彩的奥运盛会。”德国則選擇不派出高级别政治代表出席北京冬奥会开幕式。瑞典宣布不派遣任何政府代表參加北京冬奧，但强调是受2019冠狀病毒病疫情影響，而非外交杯葛。联合国秘书长古特雷斯、联合国大会主席、波蘭、俄羅斯、阿根廷總統、巴基斯坦总理、韓國國會議長、前中國國民黨主席洪秀柱、前联合国秘书长潘基文等將出席北京冬奥会开幕式。捷克總統米洛什·泽曼支持北京冬奧會，並表示反對奧運會政治化。希腊奥委会表態支持和期待北京冬奥会。
在冬奥会开幕式前几个小时，中共中央总书记兼中国国家主席习近平与俄罗斯总统弗拉基米尔·普京会谈后，两国发表声明反对北約擴張和呼吁该联盟「放弃冷战意识形态化」的声明，同时在冬奥会开幕式上，中国选择有维吾尔族血统的运动员点燃奥运圣火，回应以新疆种族灭绝指控为主要原因而发起外交抵制的国家。有评论认为，这些行为都被视为与中国强调不应将奥运会用作“政治姿态和操纵的舞台”的声明背道而驰。

#### 人權團體回应
對於有人質疑运动员参加完奥运后才呼吁抵制，而非利用自身影响力在中国发声？西藏流亡政府、藏人行政中央西藏政策研究中心主任达瓦才仁接受自由亚洲电台采访认为，没有身历其境的人很难设身处地，只有正义，有失同理心，並认为真正该为正义发声的是有权势的政治人物。
台湾人权促进会秘书长施逸翔接受自由亚洲电台采访表示，人权团体虽然抵制北京举办奥运，但是并不反对奥运，而是认为侵害人权的中国政府不配举行冬奥。
世界维吾尔代表大会发言人迪里夏提（Dilxat Raxit）接受自由亚洲电台采访表示，瑞典冬奥双金选手提中国严重侵犯人权不应主办冬奥，是在维护奥林匹克的精神，所有去北京参加冬奥的选手，都会遭到中国政府严密的监控，並期待有更多有良知的运动员们，在自我认为安全的条件和环境下，能发出正义的声音。

### 针对美国签证的政治争论
2021年12月24日，香港《南华早报》引述消息人员称，美国政府在明确宣布“外交抵制”后，仍拟派主要来自美国国务院和国防部的18名低级官员前往中国，以便在冬奥会期间“为美国运动员提供安全和医疗支持”，也可能会为另外近40名官员递交签证申请。
针对这一信息，中国外交部发言人赵立坚12月27日表示，中方已经收到美方有关人员的签证申请，中方将根据“国际惯例、有关规定和对等原则”进行处理。并指责美国不派官员出席冬奥会是“自导自演的闹剧”。不过《南华早报》消息人士对此表示，两国政府对外交抵制的定义是有很大的落差。对于北京来说，美国此举与之前宣布抵制的言论相抵触。而华盛顿则认为名单上的人并非官方代表，仅是为了支援安全和医疗而前往参加冬奥。
12月27日，美国国务院与美国国家安全委员会对此发表联合声明，宣布将为前往中国的运动员、教练员、训练员、工作人员，以及所有海外美国公民提供领事和外交安全服务，任何签证申请都是针对领事和外交安全人员，让这些人员在当地工作是标准的做法，不构成是奥运会的官方或外交代表。联合声明重申，美国政府在本月初宣布以新疆维吾尔人大规模被拘留的现象所进行的外交抵制的立场不会改变。鉴于中华人民共和国在新疆正在进行的种族灭绝和反人类罪，以及其他侵犯人权的行为，美国将不会有任何外交或官方代表。任何其他说法都是错误的。
2022年1月19日，中國外交部發言人承認中方已经为46名美国政府官员颁发了签证。

### 休战决议
作为冬奥会主办国，中国按惯例提出奥林匹克休战决议草案。2021年12月2日，第76届联合国大会协商通过北京冬奥会奥林匹克休战决议，不過在193个国家中，共只有173个国家参与共提，因今届决议美国、澳大利亚、印度、加拿大和日本等20个国家均拒绝共同提出该决议。而俄羅斯於2022年2月24日入侵烏克蘭，成為本屆奧運會和殘奧會期間第一個公然違反休戰協議的國家，也是該國第三次違規。戰爭爆發後，《紐約時報》隨即指出戰爭爆發前中國政府建議俄羅斯在本屆奧運會結束後再開戰以維護本屆奧運會的聲譽。中國駐美國大使館隨即發表聲明，將《紐約時報》的報道為“毫無根據的猜測，旨在指責和誹謗中國”。

### 其他政治問題
中國網球運動員彭帅於2021年11月2日透過新浪微博自我披露同前中共中央政治局常委张高丽的性关系後突然「失蹤」，引發國際體壇、國際體育組織及聯合國等的關注。儘管中國官媒隨後公布了其近照，國際奧委會主席托马斯·巴赫也與彭帥進行視頻通話，外界仍擔憂她的人身安全與自由受限，間接對該屆冬奧帶來衝擊。
2021年11月21日，中华人民共和国为抗议立陶宛允许在当地建立“驻立陶宛台湾代表处”而宣布降级外交关系后，有17名立陶宛议会议员向立陶宛总统吉塔纳斯·瑙塞达发公开信，要求抵制2022年北京冬奥，不派出代表团参加该比赛。
《环球时报》英文版记者陈青青于2月2日在推特上发布2020年加勒万河谷冲突中战斗并头部受伤的中国人民解放军团长祁发宝已被任命为冬奥火炬传递的火炬手，被多国媒体人、艺术家、政治家与人士谴责中国再次试图挑衅印度，并将北京冬奥会「政治化」。《环球时报》的推特在印度引起了批评北京冬奥会的声浪，其中印度记者Abhishek Bhalla评论「中国侵略性的信息战仍在继续。他们花了一段时间才宣布死亡，但现在在加勒万冲突中头部受伤的解放军团长祁发宝是北京冬奥会火炬传递的火炬手!」。印度退役少将AK Siwach在访谈中评论，中国解放军正在对印度进行心理战，并质问「中国有没有照顾那些失去生命的人？与印度在冲突中牺牲的20名士兵相比，他们甚至没有向中国公众告诉他们失去了100多名解放军士兵。中国今天处于孤立状态，北京冬奥会遭到20多个国家的外交抵制」。美国参议院外交委员会吉姆·里施谴责中国挑选一名袭击印度士兵并对维吾尔人实施种族灭绝的军事指挥部的一部分军官担任北京冬奥会的火炬手是「可耻的」。2月3日，印度政府宣布，其驻北京大使馆的最高外交官不会出席奥运会的开幕式或闭幕式。 新德里外交部发言人阿林丹·巴奇（Arindam Bagchi）在新闻发布会上表示：「中方选择将奥运会这样的赛事政治化，这确实令人遗憾」。印度公共广播公司也宣布旗下全印电视台体育频道不会播出开幕式或闭幕式。对此，中国外交部发言人赵立坚作出回应，「我注意到了你的有關表態。我想說的是，我們希望有關方面對火炬手予以客觀理性看待，不要做政治化的解讀。」而在随后的开幕式上，祁發寶参与在「國旗手手相傳」環節，引起印方不满。
2月17日奥运会例行记者会上，中国冬奥组委会发言人严家蓉数次介入奥委会发言人亚当斯的问答，将回答问题政治化。问答环节包括人权、新疆劳动营、台湾和香港等问题，奥委会发言人亚当斯都以「与国际奥委会或新闻发布会无关，奥委会只关心在运动领域、奥运会和奥运会的举办中保护人权，保护运动员和所有奥运会参与者的权利」来回避问题。不过中国冬奥组委会发言人严家蓉则针对每个问题作出反应，提出「台湾是中国不可分割的一部分、新疆强迫劳动是谎言、反对将奥运会政治化」的想法。奥委会发言人亚当斯随后被问及严家蓉的评论是否属于政治声明，这与国际奥委会自我宣布的不介入国内问题和外部政治的立场不一致，但奥委会没有直接回应。亚当斯在最后感谢媒体的问题并结束会议起身离开后，严家蓉对已经准备离开的记者喊道「等一下」，在完成她发表的感谢言论之前，亚当斯已经离席了。中华民国外交部2月18日发表声明称，「中国官员公然利用奥运场域进行不当的政治宣传，已严重违背奥会宪章有关「奥运不得政治化」相关规定。中华台北奥委会亦对严家蓉的言论表示抗议，称她利用运动场合趁机发表政治言论的行为严重违反奥林匹克宪章与奥运精神，并要求国际奥委会约束及监督组委会发言，确保未来的奥林匹克赛事不会发生类似事件。事后，国际奥委会主席巴赫称，国际奥委会没有忽视这些问题，并在记者会后立即与冬奥组委会取得联系，并再度重申国际奥委会与冬奥组委会绝对会保持政治中立的承诺。

## 政府官员缺席
以下国家（含有限承认国家，下同）宣布不派政府官员出席北京冬奥会，部分国家以政治问题为由拒绝派官员出席，另一部分国家则未给出具体理由或仅给出疫情等与政治问题无关的理由。对此，中国外交部表示，根据奥运规则，各国官员出席奥运会应由本国奥委会邀请，而中华人民共和国从未邀请相关国家政府官员出席北京冬奥会。
- 立陶宛：外交抵制[128]
- 美国：外交抵制[129]，但以「在冬奥会期间为美国队提供安全支持」為理由計劃派遣18名低等級官员來華[130]
- 新西兰：一系列因素，主要是2019冠状病毒病疫情[131]
- ：外交抵制[132]
- 英国：外交抵制[133]
- 加拿大：外交抵制[134]
- 科索沃[註 1]：外交抵制[135]
- 日本：官方未明确提及外交抵制[136]，政府消息则指与宣布外交抵制的国家保持一致[137]，该国奥委会（山下泰裕）、残奥委会及东京奥组委官员（橋本聖子）计划出席[136]
- 奥地利：强调基于公共卫生的考虑[138]
- 比利时：与美国等国保持一致[139]
- 爱沙尼亚：基于政治因素[140]
- 拉脫維亞：由于各种情况，包括疫情原因，与外交抵制保持距离，该国计划派驻华大使出席[138]
- ：声称因“敌对势力阴谋煽动和全球性传染病大流行”而无法参加，但支持中方活动[141]
- 丹麦：外交抵制[142]
- 瑞典：以2019冠状病毒病疫情为由不出席，强调非外交抵制[143]
- 荷蘭：称在2019冠状病毒病疫情下针对人权问题与中国进行有意义对话的机会有限[144]
- 中華民國[註 2]：称中华台北队参赛人数有限，且出于对中华人民共和国当局矮化台湾的顾虑，比照往届冬奥不派政府官员随行[145][146]
- 瑞士：2019冠状病毒病疫情之不确定性[147]
- 印度：因印中边境冲突中中方「衛國戍邊英雄團長」祁發寶获安排做冬奧聖火传递手，印度外交部宣布印度駐北京外交使節將不會出席冬奧開幕和閉幕儀式[148]

- 德国：德国总理朔尔茨、外交部长贝尔博克和内政部长费泽尔均表示不出席冬季奥运会[149]。
- 葡萄牙：葡萄牙外交部长在2022年1月24日表示出于“一些原因”不会派政治代表出席北京冬奥会[150]。

## 个人基本权利保障问题

### 个人隐私权及监控担忧
北京冬奥主办方要求所有相关人员安装一个名为“冬奥通”（My 2022）的手机应用程序，以记录个人健康状况。公民实验室于2022年1月18日发表报告称该APP存在安全漏洞，未对敏感数据加密，同时还会不当收集用户信息，并内置关键词审查（截至报告发布时暂未激活），实验室担忧该届比赛的相关人员会成为黑客入侵、隐私泄露及大规模监控的受害者。
包括荷兰、英国、美国、德国等国家的奥委会都建议各自代表团的人员不要携带各自私人电子设备前往中国，其中荷兰队计划在代表团出发前为每一名成员分发未使用过的设备，供代表团在中国停留期间临时使用。《法新社》1月20日最新的消息指，冬奧技術部官員表示，相關漏洞已經得到修復，而對於內置政治敏感詞匯表一事，官員表示官方并無提出相關需求，是軟件開發商擅自加入。

### 限制運動員言論自由
在2022年1月19日的中國駐美大使館新聞發布會上，有記者詢問如果運動員在冬奧會期間就人權等敏感問題發表看法，會有什麼後果。北京奧組委對外聯絡部副部長楊舒表示：“任何符合奥运精神的言论，我相信都会受到保护。而任何行为或言论违背奥运精神，特别是违反中国法律规定，也会受到一定的惩处。”
針對楊舒對冬奧會參賽選手的言論限制警告引發各界的不滿，德國運動員聯合會對《明星》週刊表示，楊舒的講話印證了各方長期以來的擔憂，即運動員的言論自由目前是得不到保障的，並認為中國應允許運動員自由表達他們對自由民主價值觀的認同，即便是在比賽場館中，也應允許舉行和平抗議。《法蘭克福匯報》發表評論稱，北京發出這類威脅並不出乎意外，這就像德甲每個賽季開賽之前，人們總會預料拜仁慕尼黑將奪冠一樣。澳洲體育部長理查德·科爾貝克反駁楊舒，稱澳洲運動員在冬奧會期間有權自由地表達他們的政治觀點。美國聯邦議員1月25日致信美國奧委會，呼籲確保運動員的言論自由及個人數據隱私。
维吾尔族和藏族活动人士鼓励运动员、赞助商和其他国际比赛参与者利用此届冬奥为人权发声。

## 对境外媒体采访的阻挠
2021年11月2日，驻华外国记者协会发表声明，指责中华人民共和国当局以各种方式阻挠中国大陆境外媒体实地报道2022年北京冬奥相关新闻，违反奥林匹克宪章第48条关于“确保为最广泛全球观众提供最充分媒体报道”的规定。声明中提到，境外媒体自2020年起基本上无法参加北京冬奥相关的记者发布会或活动，试图报名采访相关活动的境外记者也被赛事组委会以各种原因拒绝，部分境外媒体试图前往冬奥场馆报道时也遭警方或工作人员拦阻，赛事组委会对于向境外媒体发放记者证的条件也含糊不清。
对于驻华外国记者协会的指控，国际奥委会回应称其一直重视全球媒体报道奥运的工作，并承诺会向2022年北京冬奥组织委员会表达有关关切。美国国务院发言人内德·普莱斯于11月4日表示，美方敦促中华人民共和国不要限制境外媒体记者自由报道该届冬奥的权利，并确保他们的人身安全，他也呼吁北京冬奥组委和国际奥委会改善境外媒体在开赛前及比赛期间的采访环境。对于普莱斯的发言，中华人民共和国外交部发言人汪文斌在11月5日的记者发布会上回应称，北京冬奥组委会一直以来都欢迎各国媒体在遵守该国相关法律法规及防疫规定的前提下，报道及采访北京冬奥会及冬残奥会，同时他也表示该国反对以新闻自由名义歪曲抹黑该国及该届冬奥。北京冬奥组委会则在一份回应卫报咨询的声明中否认限制境外媒体采访一事，称驻华外国记者协会的指控不符事实，并不能代表驻华境外媒体记者的真实声音。
冬奥结束后，驻华外国记者协会再发表声明，批评中国当局在冬奥期间依然有干扰境外媒体采访。该协会提到，有境外记者尝试在混合采访区采访一名香港滑雪运动员，但遭到冬奥组委会工作人员阻挠，国际奥委会仅定性为孤立案件；该协会也提到法新社一名记者曾在2月4日被阻止透过私人住所拍摄开幕式现场的案例，指出安全人员似乎对于记者拍摄奥运相关的影像资料特别敏感，不少记者被告知所有在公共空间的采访报道活动必须事先获得官方批准；另外，境外记者在冬奥前后也难以采访到普通民众。最后，驻华外国记者协会督促中国当局维护自己对外公开的规定，即允许记者在没有官方干预威胁的情况下自由报道。

### 荷兰记者在直播被驱赶事件
2月4日晚，荷兰广播联盟（NOS）的记者，Sjoerd den Daas在北京体育馆一旁的街道上，与在荷兰新闻台主播连线报导时，一名身穿便衣、佩戴红色徽章写着「公共治安志愿者」的男子突然闖進畫面，把Sjoerd den Daas推離鏡頭，並大聲吆喝：「往前走，哥們兒！」。Sjoerd den Daas用中文對這名保全人員解釋：「請等一會兒，我現在在新聞聯播。」但男子繼續驱赶，Sjoerd den Daas於是對鏡頭說：「你們已經看到了，我們現在正被趕走。我們才剛從另一個地方被趕走。恐怕只能晚點再連線了。」保全人員持續跟記者拉扯，鏡頭也被擋住。其後記者在拐角处的一个停车场恢复连线。荷兰公共电视发布推文表示：「我们的记者在直播时被拉到镜头外，这样被驱赶的不幸状况逐渐成为在中国新闻工作的日常」，表示记者人没事，最后也将顺利完成报导。Sjoerd den Daas随后接受荷兰媒体访问时表示，他仍然不知道为什么工作会被打断：「我们很早就去了那里。警察说我们可以再在那里待10分钟，所以后来我们在200到300米外架起了工具，然后我们就去直播。不知道从哪里来的一个不知名的人来到我们身边。他把我们拉走了」。他向对方问是什么事，但依然没有得到答案：「那是一种奇怪的经历。对方没有说他为什么要这样做。那是一个安全志愿者。他没有进一步的权力。他不能告诉我们做错了什么，所以我到现在还是不知道」。NOS总编辑Marcel Gelauff援引称这是中国新闻自由状况的又一「痛苦例证」，在中国做一名记者很困难，限制自由的趋势影响深远，而且由于2019冠状病毒病疫情，这种趋势可能更加强烈。他希望Sjoerd和其他记者能够自由地工作。
中国《环球时报》报道称，实际上记者当时所处的位置当时正处于开幕式时的临时管制区，当时执勤保安以温和的态度请记者离开封闭区，但记者没有出示合适的身份证明下仍然自顾自地完成直播，虽然事后在Twitter的声明中也提及了该点。但中国官媒的上述说法无法得到独立的证实，中国方面与国际奥委会也没有对「临时管制区」作出回应。
针对荷兰记者被粗暴对待，以及阻挠媒体工作的担忧，国际奥委会发言人马克亚当斯（Mark Adams）于2月5日表示，涉及一名「热心人士」对NOS记者Sjoerd den Daas的事件是「不幸的情况」，他希望这是一起單獨事件，他已就此事与NOS保持联系，已取得NOS发言人声称已解决了事件。国际奥委会一再发出保证声明，承诺与中国东道主签订的合同将允许包括运动员和媒体在内的每一位参赛者在圈内自由发言，所有人可以在闭环内能够继续工作，并希望类似事情不会再次发生。然而2月6日，NOS发表文告质疑国际奥委会，对那位「发言人」感到好奇，NOS的管理层、新闻和体育编辑、北京奥运代表队的领导和记者本人都没有与国际奥委会的任何人谈论当天的事件。Sjoerd den Daas也表示「在最近几周，我们与几位外国记者同事一样，在报道与奥运会有关的话题时多次受到警察的阻挠或阻止。因此，昨晚发生的事件并不是一个孤立的事件，但这种情况很少在直播中发生」。
2月7日，NOS主编Marcel Galauff与国际奥委会传播部负责人Christian Klaue交谈后，两者共同得出的结论是，「NOS驻中国记者Sjoerd den Daas在直播期间遭驱赶是一起不愉快的事件，NOS与IOC之间的沟通是误会的结果。」NOS发言人表示，此案因此得到了解决。

## 舆论操控
《纽约时报》和独立调查新闻机构ProPublica的调查发现，在该届冬奥期间，超过3,000个机器人、虚假账户、真实账号和其他工具为中国选择地编辑事件的呈现方式，试图影响海外的冬奥叙事，并扼制所有批评的声音。其中一个名为Spicy Panda的账号使用者专门传播指责美国试图“玷污奥运会”的声音，而该账号与中国重庆的官方媒体宣传平台iChongqing有关联。
ProPublica在对Spicy Panda的支持者分析中发现了861个账户，其中90%是在12月1日之后创建的。这些账户的第一则协调帖子是推动北京的立场，主张香港立法会选举是合法的，尽管有批评者称投票是假的，后来，这些帐户将注意力转向了奥运会。在《纽约时报》和ProPublica向Twitter询问这些账户后，超过800个推广Spicy Panda的账户被暂停，理由是违反了Twitter的操纵和垃圾邮件政策。
而调查也发现，中国还试图以更隐蔽的方式影响网络讨论。ProPublica确定了一个由3,000多个不真实的Twitter账户组成的网络，这些账户似乎正在协调通过分享带有相同评论的官方媒体帖子来宣传奥运会。而此类帐户往往是最近创建，关注者很少，发推文大多是转发，没有自己的内容，而且只是为了放大中国官方的声音。其他类似机器人的账户推广的主题标签也旨在掩盖对中国的批评。
澳大利亚战略政策研究所国际网络政策中心的研究员Albert Zhang表示，即使是奥运会的官方吉祥物冰墩墩也被数以千个新创建或以前不活跃的账户和中国官方媒体一起帮助传播，经营造奥运会的受欢迎程度。而在官方宣传的“闭环”中，中国精心策划了普通中国人看到或读到的几乎所有东西。其效果是今届冬奥会没有丑闻、批评或坏消息的奥运会。例子如当美国男子冰球队迎战中国队的比赛没有在主要的国家电视体育频道CCTV-5播出，中国以0比8的失利在新闻报道中也只是粗略提及。
奥运会最大的政治舆论操控也在中国的互联网防火墙之外展开：职业网球运动员和三届奥运选手彭帅，在指责共产党高级领导人性侵她后引起了轩然大波，而这一切都没有在中国国内出现，所有对她指控的提及都已被删除。社交媒体监控公司Graphika也表示，观察到另一个中国宣传网络组织使用包括Facebook在内的外国社交媒体平台，Graphika认定的一个虚假账户在Facebook上强调奥运会对环境友好、加强中俄关系，俄罗斯总统普京出席了开幕式，发布视频批评美国媒体对乌克兰冲突的报道称「挑衅中俄关系」。中国外交部发言人华春莹曾为使用推特和脸书进行了辩护，称这些网站是打击西方负面形象的“额外渠道”，尽管这些平台在中国已被禁止使用。

## 2019冠狀病毒病疫情的影響

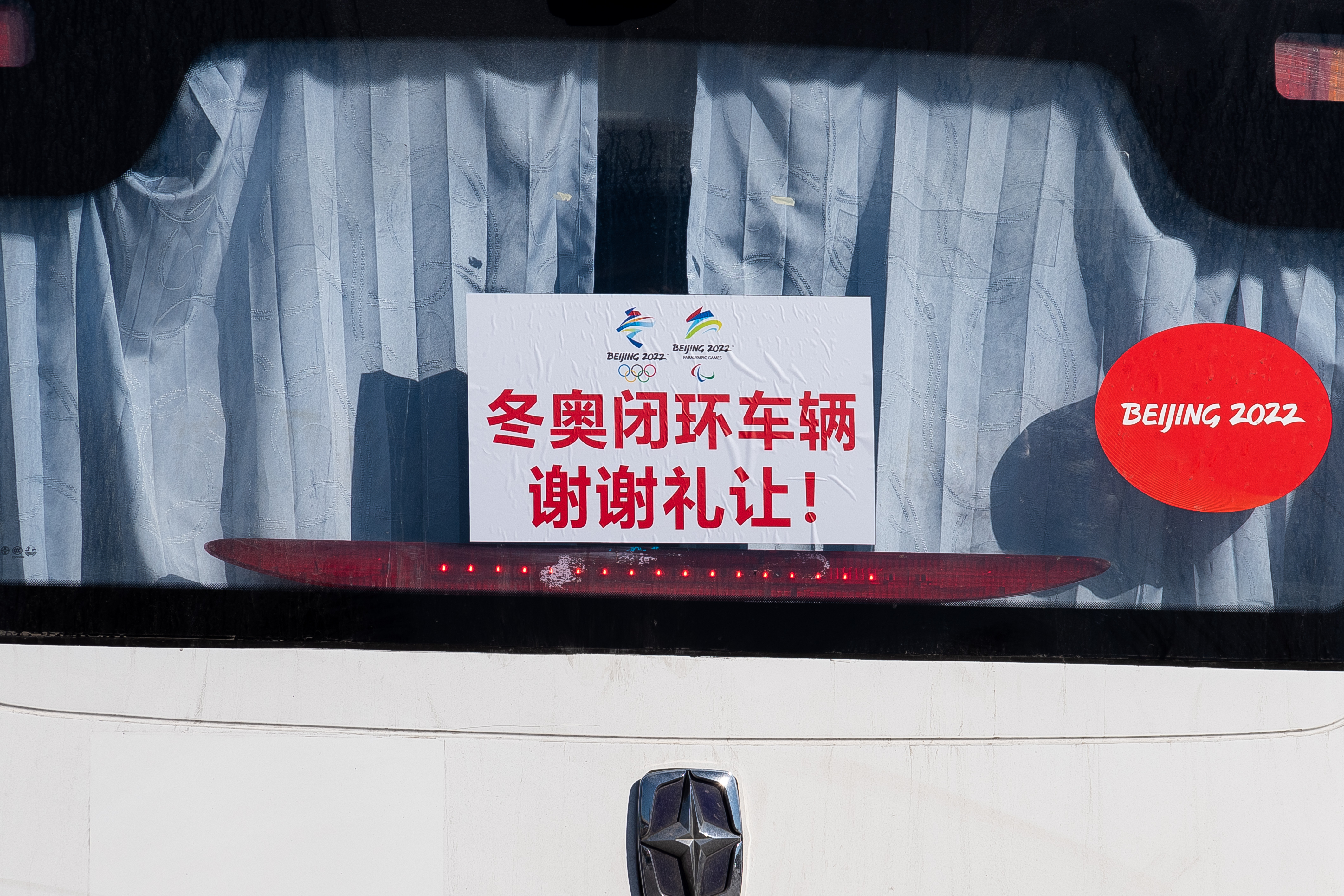
闭环专用车辆的标识

2019冠状病毒病在全球的大流行令2020年东京奥运被迫推迟，这也给该届冬奥带来压力。另一方面，包括2020年世界冰壶锦标赛、2020年世界冰球锦标赛在内的部分冬奥资格赛与测试赛也因疫情被迫取消或调整。
在中国严格的防疫政策下，不少原定于中国举办的比赛，包括2022年四大洲花样滑冰锦标赛、WTA巡回赛总决赛、2021年中国杯花样滑冰赛等都被取消或者易地举行。令外界质疑该届冬奥能否顺利举办。
另外，國家冰球聯盟出于COVID-19病例的增加和越来越多的比赛延期導致常规赛日程被严重打乱，决定不允许联盟旗下任何一名运动员参与该届冬奥。
對於疫情對該屆冬奧籌辦工作的影響，全國政協委員楊揚認為，部分工作因疫情的不確定性帶來挑戰，尤其因疫情導致的全球旅行限制，令關鍵技術崗位需要的國際人才的到崗保障帶來了不確定性。她建議推出「疫情防控期間保障北京冬奧會國際交流與技術人才來京工作相關政策」，以便組委會制定工作計劃，保障該屆冬奧順利進行。
2021年12月13日，北京冬奥组委发布第二版《北京2022年冬奥会和冬残奥会防疫手册》，规定只有获医学豁免者及入境中国大陆至少14日前完成2019冠状病毒病疫苗全程接种者，方可免除隔离，直接进入闭环管理。不符相关条件的人员则须在指定地点接受21天集中隔离后，方可进入闭环系统。所有在闭环内的境内及境外相关人员须接受每日健康监测和核酸检测，只能乘坐专用车辆往返比赛场馆、冬奥村或入住酒店等，确保与闭环外一切非相关人员无任何接触。
交通运输方面，冬奥相关人员只能乘坐专用车辆及专用高铁列车来往冬奥各个场馆。其中专用车辆贴有专用标识以供大众辨认，北京市交通管理部门要求非相关人员注意与冬奥专用车辆及车内人员保持安全距离，如发生事故须等待专业人员到场处置。京张高铁的沿线车站和冬奥专用列车亦在冬奥期间设立专供冬奥相关人员活动的区域，确保冬奥相关人员与外界间没有任何接触。另外，承接大量冬奥相关人员出入境的北京首都机场亦划设专用通道，确保普通旅客不会与出入境相关人员接触。航班方面，北京当局于2021年12月确定以包机和临时航班为主，商业航班为辅的原则，来确保所有境外相关人员的入境，出境则仅能乘坐包机或临时航班。奥林匹克专用车道於2022年1月21日正式启用。
第139届国际奥委会全体会议的日程也因应疫情有所调整，定于2月3日、19日和5月20日进行，其中2月3日和19日的会议在北京进行，5月20日的会议则在瑞士洛桑进行。
根据冬奥组委会官方公布的数据，1月23日至2月20日期间，机场内累计入境的相关人员人数为13690人，共检测出265例阳性；冬奥闭环内共进行约185万人次核酸检测，累计检测出172例阳性。

### 限制观众规模
2021年9月，国际奥委会执行委员会会议決定北京冬奥会及冬残奥会不面向中國大陸以外的观众售票，仅面向中國大陸境内符合疫情防控相关要求的观众售票。
2022年1月17日，鑒於疫情防控形勢依舊嚴峻複雜，除禁止外國觀眾現場觀看冬奧會，中國宣布大部分中國人也無法現場觀賽。北京冬奧組委會宣布將取消公開售票，以「保障涉奧人員和觀眾的健康安全」。

### 阳性人员隔离条件问题
早在2021年11月进行的雪橇测试赛之时，就有选手抱怨冬奥主办方的防疫及隔离政策过于严格。当时有1名运动员检测出2019冠状病毒呈阳性，致使所有密切接触者都被要求在酒店隔离。其中数名德国雪橇队的选手也遭受波及，接受3天隔离的费利克斯·洛赫忆述当时状况时表示：“我完全不能想象在那里生活。”他称酒店工作人员一直监看运动员，要求他们遵守防疫规定，令运动员没有自由空间。双人选手托比亚斯·阿尔特在一次和队友上赛道准备出发前突然接到自身检测结果呈阳性消息，结果他还未更换衣服便被迫上救护车，在酒店隔离两天，所幸检测结果为假阳性，他和队友的比赛也未受耽误，事后阿尔特也表达质疑，称如果德国奥委会原则上提出建议要求运动员不要前往中国比赛，那么他也不准备去。纳塔莉·盖森贝格尔也在Instagram里抱怨隔离条件和饮食问题，她表示自己在整个测试赛期间都被隔离，不允许离开房间，事后她甚至一度考虑放弃参加该届冬奥。后来盖森贝格尔在收到国际奥委会向她保证会改善条件的回复后，决定出战该届冬奥。
冬奥期间，针对冬奥主办方隔离条件不合理或过严格的投诉仍有出现：
- 比利时钢架雪车选手金·梅勒曼斯（Kim Meylemans）在抵达北京后，被验出感染了COVID-19后，被迫从选手村移往一座隔离设施。她于2月2日在Instagram哭诉，她原以為只需隔离3天，並连续两次检测呈阴性的情况下就可以离开隔离设施，但却被转到另一座隔离中心再隔离7天，可能无法参与11日开始的赛事，并对自己在北京的阳性结果感到震惊，因为她之前已经检测出十几次阴性结果。后来，在她情绪激动地请求帮助的数小时后，她在国际奥委会的干预下得以从设施中离开[201]。
- 德国代表团团长Dirk Schimmelpfennig于2月6日向国际奥委会奥运会投诉，其三届奥运会北欧两项金牌得主埃里克·弗伦策尔所住的隔离室描述为「不可接受」，要求将埃里克·弗伦泽尔搬到一个更大的房间，需要更好的网络和食物质量。国际奥委会奥运会执行董事克里斯托夫·杜比（Christophe Dubi）对受影响的运动员承认条件不够好，但坚称在持续改进，确保互联网条件、食物、房间的大小和训练设备[202][203]。
- 波兰短道速滑选手纳塔利娅·马利谢夫斯卡于2月6日向媒体描述她在冬奥会期间的隔离经历。由于中国防疫人员对她COVID-19的测试结果相互矛盾，她被多次反复来回隔离设施与奥运会。纳塔利娅称，她于2月5日凌晨3点突然被系着相机的员工赶出隔离酒店：「他们在午夜时分告诉我，我可以出去，五分钟后，我就不能出去了。他们告诉我，有很多你不会理解的政治内容。这就是中国」，并在隔离设施一直活在恐惧及情绪转换之中，感叹当时哭到没有眼泪为止。纳塔利娅表示，当天她被告知可以参加晚间预赛训练，然后在准备热身的半小时前收到消息，她的检测结果再次呈阳性，中国防疫人员告诉她之前的结果搞错了。然后到晚上她再次接受了测试，结果第二天早上收到了一个阴性结果[204]。纳塔利娅也因此错过2月5日的500公尺小项[205]。纳塔利娅随后在社交媒体发文形容自己当晚感到相当「恐怖」，深怕临时又被人带回去隔离。她说再也不相信任何病毒检测结果，整起事件对她来说就是个大笑话，内心再也无法承受[206]。北京奥运医学专家小组主席布赖恩·麦克洛斯基（Brian McCloskey）于2月8日指出理解这种沮丧和失望，正在努力改善这一点[207]。
- 芬兰冰球队总教练尤卡·亚洛宁为其冰球选手马尔科·安蒂拉的隔离待遇表示不满，并批评中国不会尊重运动员的人权。亚洛宁解释，安蒂拉在抵达中国之前在芬兰检测结果呈阴性，但在1月18日抵达北京时检测呈阳性，因此在中国当局的要求下，他被救护车送往隔离设施，被单独隔离在一个隔离酒店[208]。据教练亚洛宁说「那里简直就是一个监狱。」，指安蒂拉在隔离期间没有获得好的食物，承受巨大的精神压力。亚洛宁对安蒂拉的隔离提出质疑：「在我们来到这里之前，马尔科已经和我们的球队待了大约一周，那一周他和球员和教练组在一起，没有人从他或其他人那里感染任何病毒。这就是为什么我们认为中国出于某种原因不会尊重他的人权」[209]。亚洛宁也对中国在奥运会期间实施极其严格的防疫规定表示不满：「如果中国当局不尽快采取行动，我们必须考虑其他方法。国际冰球联合会已计划与国际奥委会会面，讨论马尔科和其他运动员的案件」。芬蘭队的队医玛丽特·瓦尔托宁（Maarit Valtonen）声称，这一规定更多的是为了保护中国的形象，而不是运动员：「看来这背后有文化和政治原因，而不是医学原因」[208][209]。安蒂拉错过了2月10日芬兰对阵斯洛伐克的揭幕战，直到11日才及时重返比赛[210]。

针对一系列相关批评，国际奥委会运动员委员会与受影响的运动员保持联系，并承诺会改善条件。国际奥委会也在2月中旬派遣工作人员穿防护服进入隔离设施当中，以理解受影响运动员的隔离条件。

## 闭环内餐食及设施问题
該屆冬奧期間，閉環內的食物和設施都有被投訴。有傳媒公開质疑隔離酒店的菜單，认为其价格不合常理。有南韓運動員指食物參差，速度滑冰運動員鄭在源表示北京冬奧選手村的食物比2018年平昌冬奧的難吃。亦有運動員表示北京選手村餐廳的食物太油膩，吃過一次已經不想再去。俄羅斯女運動員Valeria Vasnetsova在社交網上申訴隔離酒店食物難吃，令人倒胃口，身體難以適應。德国队克里斯蒂安·施威格（Christian Schwaiger）告诉记者，抱怨高山滑雪的滑降赛事上主办方没有提供热食，只有一些薯片、坚果及巧克力就什么都没有，表明缺乏对高性能运动的关注。他补充说，他曾要求改善餐饮，但完全没有任何改变。其它国家的运动员对此相呼应，例如美国代表队发言人与奥地利代表队马蒂亚斯·梅尔坦言，会在上山前自备热食。不過在此期間也有運動員對奧運村餐食持正面評價，其中美属萨摩亚选手内森·克伦普顿在采访时说很喜欢奥运村的饺子，并人称“饺子哥”，而马耳他女单板滑雪运动员珍妮斯·斯皮泰里（Jenise Spiteri）因在比赛间隙吃豆包走红网络，许多网友称她为“豆包小姐姐”，介绍采访时也不忘拿出豆包吃几口：“我第一天来就吃到豆包，然后意识到每顿饭都有，所以早中晚三顿饭都会吃”。
芬蘭選手卡特丽·吕林佩雷于2月9日在IG上傳多則選手村影片，包括天花板漏水，在地板上形成了一个水池，工作人员穿着全套防护装备来帮助清理的影片，讓她無奈發文寫下「救命!」（Help）。她表示，其实在入住前就已经发现漏水的问题，只是工作人员一直拖到整个宿舍大厅变成水池才处理。一些芬兰运动员也在推特和Instagram上发布了这一事件。不过，相关视频已经刪除。

## 朝鲜族服饰争议
开幕式上，表演者身着中国56个民族服装的场面中，其中一名身穿的朝鲜族传统服装（中方称朝鲜族朝鲜服）出现在国旗传递环节，引起韩国政治人物与民间的不满（韩国认为是韩服），声称中国“剽窃”韩国传统文化。时任韩国文化部长黄熙虽然表示，他已经料到开幕式上会出现韩服的情况，所以才特地穿韩服参加活动，认为在开幕式上穿着韩服就是一种无声的抗议。黄熙对韩国没有对开幕式中出现韩服正式提出抗议而招致批评表示，他因为以韩国政府代表团团长身份访华的情况下必须慎重，同时重申，韩国政府没有计划就服装问题向北京正式投诉，因为中国政府从未主张韩服是中国的。但他补充说，这个问题「可能会在两国之间造成误会」。也有韩国政治人物表示应理性看待，因为这代表了200万中国朝鲜族。
韩国国會文化体育观光委员会全体成员强烈谴责中国政府在冬奥会进行文化盗用，并一致强调，文化盗用不仅是对主权的侵犯，也是中国利用韩国人民创造力创造的文化资产的一种策略，并回忆起中国领导人曾向美国总统告知「朝鲜半岛是属于中国」的言论是荒谬的。而中国正在夺走韩国人民的文化资产，并企图精心制作其东北文化工程，将韩国文化归属为中国文化。最后，委员会敦促政府停止与中国的亲中亡国外交，并立即实施强烈抗议措施，向国际奥委会表示遗憾。韩国全国经济人联合会亚太合作组组长李在洙表示，如果任由两国的反中、反韩情绪蔓延，对两国企业都没有好处。
中国驻韩国大使馆发言人表示，朝鲜服为韩国和朝鲜民族固有的传统文化，朝鲜族等中国少数民族有权利身穿传统服装参加北京冬奥开幕式，而朝鲜族传统文化既是朝鲜半岛的，也是中国朝鲜族的，中方尊重韩国的历史文化传统，希望韩方也能够尊重包括朝鲜族在内中国各民族人民的感情。韩国外交部发言人崔泳杉表示，外国使领馆在对当地媒体报道和政客言论公开表态时，应尊重驻在国国情和国民情绪。中国驻韩大使馆作为外交使节，公开批评韩国国内舆论和政界人士言论的行为是过度应对和越权。

## 場地安全問題

### 雪橇賽道閘門關閉致波蘭選手撞傷
波蘭雪橇選手马特乌斯·索乔维奇於2021年11月8日14:15在北京延慶國家雪車雪橇中心訓練時，在綠燈亮起時出發，然而在經過一個彎道時發現賽道前方閘門已關上，來不及反應的他直接撞上閘門，致使他左腿膝蓋骨裂，右腿亦被割傷至入骨。事故發生後他被送往醫院，并于当晚进行了手术。索乔维奇事后批评了主办方的应对不当，他称场馆工作人员在事故发生后反应迟缓、手足无措，有人甚至试图用手套触摸他撞伤后暴露出来的腿部骨头。国际雪橇联合会和场馆团队事后全面检查了赛道，并优化了训练组织流程。国际奥委会2022年冬奥协调委员会主席小萨马兰奇表示此事件值得各方吸取教训，并认为主办方在开幕前有充足时间改善。

## 判罚争议

### 跳台滑雪混合团体普通跳台
2022年2月7日进行的跳台滑雪混合团体普通跳台比赛期间，共有来自4支不同队伍的5名选手遭裁判认定比赛服装不合格，而被取消成绩，受影响选手包括奥地利队的Daniela Iraschko-Stolz、德国队的卡塔琳娜·阿尔特豪斯、日本队的高梨沙羅，及挪威队的Anna Odine Stroem和Silje Opseth。一系列判罚影响了四队的总成绩，日本隊、奧地利隊、挪威隊、德國隊分別排在第四、第五、第八、第九位，前三名分别由斯洛文尼亚队、俄罗斯奥委会队和加拿大队获得。此次比赛的裁判基于2021年11月生效的国际滑雪联合会新规来判定选手服装是否合格。
赛后阿尔特豪斯表示，自己在比赛期间所穿的服装和两天前进行的女子个人项目时的相同，同时自己此前11年来一直都有检查比赛服装，一次都没有被判取消成绩，并称“国际滑雪联合会毁了女子跳台滑雪”。挪威队领队Clas Brede Bråthen也称“这是跳台滑雪史上最黑暗的一天”。Opseth对自己受罚表示震惊，并称自己无法理解当天到底发生什么。高梨则透过社交媒体向所有支持者道歉，称“因为自己一个人的取消资格，改变了所有人的人生”。针对这一系列判罚，国际滑雪联合会的Aga Baczkowska在接受挪威广播公司采访时称，此次比赛的判罚均依据新规，所有队伍都有责任确保各自队员的比赛服装符合规定。

### 单板滑雪男子坡面障碍技巧
2022年2月7日白天的单板滑雪男子坡面障碍技巧决赛中，加拿大选手马克桑斯·帕罗夺冠，中国选手苏翊鸣摘得银牌。然而赛后裁判的打分遭到质疑，例如英国广播公司评论员埃德·利认为帕罗分数被高估，理由是转播画面显示帕罗在比赛中没有抓住滑雪板，而是抓住了膝盖，这可能会被扣掉2至3分，足以影响最终奖牌归属，但现场裁判却没有发现这一点；澳大利亚七号电视网评论员米奇·汤姆林森（Mitch Tomlinson）和瑞恩·蒂恩（Ryan Tiene）也持类似观点；与此同时也有声音认为是加拿大裁判压低了苏翊鸣的分数。有观点指此次误判风波堪比当年马拉多纳的“上帝之手”。
2022年2月8日，滑雪运动资讯网站“Whitelines”刊登了一篇对北京冬奥会单板滑雪裁判长伊兹塔克·苏马蒂奇（Iztok Sumatic）的采访。苏马蒂奇承认当时由于镜头角度问题，裁判组忽略了帕罗的失误动作，稍后更为详细的镜头公布，但为时已晚。他表示，如果第一时间看到失误动作，“那肯定是不一样的分数（It would be different scores yes）”。但对于苏马蒂奇的言论，有不具名的国际雪联有关人士表示，上述言论本意并非只针对于本次误判，如果有更多角度的回放镜头供裁判观看，可能会影响更多选手的分数。
针对误判风波，当事人之一苏翊鸣表示并没有过多在意网络舆论和分数，对结果已经很满意，对能与自己的“偶像”帕罗和马克·麦克莫里斯（本场比赛铜牌得主）同场竞技感到荣幸。苏翊鸣的教练佐藤康弘也发表公开信，请求舆论不要向裁判施压。事件另一主角、金牌得主帕罗承认自己有失误，但仍配得上这枚金牌；而铜牌得主麦克莫里斯则表示自己当天发挥最佳，足以摘金。

### 短道競速滑冰女子500公尺
中國選手范可新在2022年2月7日進行的短道競速滑冰女子500公尺半準決賽時，疑似將場上標誌物推到前方選手、加拿大選手艾莉森·查尔斯腳下，試圖讓對方摔倒，不料自己也閃避不及同樣摔倒。賽後裁判認定查爾斯在摔倒前為第2名，將其判進下一輪。范可新則沒有晉級，但裁判並未認定其行爲構成犯規。

### 短道速滑男子1000米
2022年2月7日晚间的短道速滑男子1000米比赛中，出现判罚争议。在半决赛第一组较量中，韩国选手黄大宪因被判犯规取消成绩，另一位韩国选手李俊瑞也因犯规导致成绩取消；稍晚的A组决赛中，原本成绩第一的匈牙利选手刘少林被判两次犯规，取消成绩之余，领到一张黄牌，最後中國選手任子偉和李文龍分別獲得金牌和銀牌。赛后韩国队和匈牙利队均对判罚不满并提出申诉。稍后國際滑冰聯盟（ISU）在一份声明中表示驳回申诉，并给出理由：黄大宪因“违规超越导致（身体）接触”（illegal late pass causing contact）被判犯规，刘少林则因先后“在直道由内向外变道造成接触”（in the straight lane change from inside to out causing contact）和“在终点时用手臂阻挡”（arm block at the finish）两次犯规吃到黄牌，裁判通过视频回放确认了上述情况。
在ISU发表声明后，韩国于2月8日就「判断偏见」的争议上诉至国际体育仲裁法庭（CAS），这是自2004年雅典奥运会相隔18年以来，韩国第2次在奥运会期间上诉CAS。不过最终韩国方面撤回了上诉决定，该队称相关的判罚并非发生在决赛阶段，即便赢得上诉也不会有任何收获。
2022年4月8日，ISU通过技术委员会审议了在北京冬奥会期间参与韩国代表团抗议活动的韩国籍裁判崔龙九的公开发言，对其做出纪律处分，取消了他的国际裁判资格。自此，韩国的ISU国际裁判只剩2位。

### 单板滑雪男子U型场地技巧
日本选手平野步夢在2022年2月11日进行的单板滑雪男子U型场地技巧决赛第二滑期间成功做出高难度的外转斜体空翻三周转体1440度（frontside triple cork 1440）动作，然而其中一位裁判仅给出89分的分数，致使平野第二滑整体分数被压低至91.75分，暂列第二位。尽管如此，平野步夢仍旧凭借第三滑的出色发挥，成功反超至第一位，获得金牌。数名解说对于裁判打分偏低表示不满，其中担任NBC解说员的美国前单板滑雪选手Todd Richards在看到分数后表示不敢相信，称裁判自毁公信力。赛后平野步夢也表示自己无法接受第二滑的打分，便在最后一滑尽情发挥宣泄愤怒。

### 速度滑冰男子500米
速度滑冰男子500米比赛于2022年2月12日进行，最后两组均出现有选手被判起跑违规，需要重新起跑的情形，其中第15组出发的加拿大选手洛朗·迪布勒伊和日本选手新滨立也作为比赛夺牌热门均受到波及，最终迪布勒伊以0.03秒之差无缘奖牌，新滨则在第二次起跑不久后一度失去平衡差点摔倒，以35.12秒名列第20位。对于最后两组选手的抢跑判定，比利时前速度滑冰选手巴尔特·费尔德坎普表示非常可疑，称最后两组各自的第一次起跑都远谈不上抢跑。迪布勒伊赛后并未将自己的错失奖牌归咎于抢跑判定上，称这完全有可能克服，只是一个小困难，并不会带来影响。

### 混合團體2000公尺短道速滑比賽
在短道速滑2000公尺混合團體接力半決賽熱身賽中，美國隊以微弱優勢落後於匈牙利獲得第二名，被取消資格。這使得排名第三的中國隊奪得第二名，晉級決賽，最終奪得金牌。據賽事官員稱，該隊在重賽審查時因「在賽道內幹擾前來交換的選手」而被取消資格。被認定造成處罰原因的滑冰運動員瑞安·皮維羅托（Ryan Pivirotto）表示，「接到一個電話是提到關於我做了什麼。我甚至不知道自己到底做了什麼，因為（他）和我沒有任何接触」。代表美國參加奧運但沒有參加接力賽的Maame Biney認為這項決定是一個「有趣的決定」。

## 禁藥違規
截至冬奥闭幕两天后，共出现五例与该届冬奥选手相关的禁药阳性案例。受波及选手包括伊朗高山滑雪选手侯赛因·萨韦·谢姆沙基、俄罗斯奥委会队选手卡米拉·瓦莉娃、乌克兰越野滑雪选手薇林特斯纳·卡明斯卡娅、乌克兰雪车选手Lidiia Hunko和西班牙花样滑冰选手Laura Barquero，当中瓦莉娃的案例备受关注。

### 卡米拉·瓦莉娃争议事件
原定于2月8日进行的花样滑冰团体比赛的颁奖仪式未能按计划进行，对此国际奥林匹克委员会发言人马克·亚当斯解释称，推迟颁奖典礼是因为需要与国际滑冰联盟进行“法律咨询”。2月11日，瑞典斯德哥尔摩反兴奋剂实验室發表了一份去年12月對俄奧委運動員卡米拉·瓦利耶娃實施的藥檢報告，稱其藥檢樣本疑似對禁药曲美他嗪呈阳性反應。这是在2021年12月25日俄罗斯花样滑冰锦标赛期间取得的血样，直到2月8日该样品还没有被世界反兴奋剂机构（WADA）实验室分析检测。
俄罗斯反兴奋剂机构（RUSADA）最初决定对瓦利耶娃实施临时禁赛，在运动员提出上诉后，于2月9日取消了禁赛。就在她被临时禁赛的一天后，国际奥委会、世界反兴奋剂机构和国际滑冰联盟向国际体育仲裁法庭提出抗议。2月12日，RUSADA和国际奥委会宣布他们将拓宽各自的调查的范围，包括她的随从成员（如教练、团队医生等等）。
2月13日晚上，国际体育仲裁法庭召集IOC、WADA、ISU、RUSADA、ROC代表和瓦利耶娃本人在北京的临时办公室召开视频听证会。一天后，国际体育仲裁法庭宣布驳回上诉，允许瓦利耶娃参加女子单人滑比赛。国际体育仲裁法庭裁定，由于瓦利耶娃作为未成年人，在WADA的规则下被归类为“受保护的人”，同时她在冬奥期间的药检样本未检测出阳性反应，另外，检测结果通知不及时，“损害了运动员为自己的利益建立某些法律要求的能力”，“并非运动员的过错”。
在国际体育仲裁法庭公布判决结果后，国际奥委会宣布，在瓦利耶娃的兴奋剂阳性事件调查结果公布前，不会为团体比赛前三名的队伍颁发奖牌，如果瓦利耶娃在女子单人滑项目上进入前三名，也同样不会在调查结束前为该项目前三名颁发奖牌。另外，国际奥委会还要求国际滑冰联盟在瓦利耶娃进入女子单人滑短节目前24名的情况下，允许获得第25名的选手参加自由滑阶段。瓦利耶娃最终在女子单人滑自由滑阶段发挥失常，数次摔倒，获得第四名，颁奖仪式也因此正常举行。
美国奥林匹克与残疾人奥林匹克委员会对于国际奥委会无限期推迟团体比赛颁奖典礼的决定表示不满，称这对运动员并不公平。美国队曾一度向国际体育仲裁法庭提出申诉，要求为代表该国参加团体比赛的九名队员颁发银牌，然而申诉最终遭到驳回。国际奥委会考虑为分别位列团体赛第二和第三名的美国队和日本队赠送奥运火炬以临时代替奖牌。
2月15日，国际奥委会资深成员丹尼斯·奥斯瓦尔德（Denis Oswald）透露，据瓦利耶娃自己解释称，药检阳性可能受到了祖父服用的某种药物的影响。他的祖父在服用了治疗心脏病的药物之后，杯子里的饮用水里残留了一些药物，瓦利耶娃不慎使用了被药物污染的水杯。《纽约时报》的一篇报道表示瓦利耶娃的祖父录制了一段视频给听证会，证实自己确实服用了曲美他嗪。3月中旬，世界反兴奋剂机构要求俄罗斯反兴奋剂机构在8月8日前提交和瓦利耶娃相关的报告。
2024年1月29日，国际体育仲裁法庭正式对卡米拉·瓦莉娃禁药事件作出判决，宣布维持2021年决定的对瓦莉娃禁赛至2025年的决定，至于俄罗斯奥委会队在团体赛上获得金牌是否被剥夺，以及瓦莉娃在女子单人滑小项的成绩是否被取消则由国际滑冰联盟决定。不久后，国际滑冰联盟决定取消瓦莉娃在未通过药检后所有在国际比赛上取得的成绩，其中女子单人滑的成绩全部取消，俄罗斯奥委会队在团体赛上的成绩则仅扣减瓦莉娃所贡献的共计20分，团体赛积分重新计算后，俄罗斯奥委会队最终失去该小项的金牌，获得铜牌。